# Miguel Martínez de Campos y Antón
Miguel Martínez de Campos y Antón (Madrid, 30 de setembre de 1839 - 29 de novembre de 1906) fou un enginyer i polític espanyol, acadèmic i diputat a les Corts Espanyoles durant la restauració borbònica. Era germà del polític Arsenio Martínez-Campos Antón.

## Biografia
Va ser Inspector general del Cos d'Enginyers de Camins, Canals i Ports, professor de càlcul i hidràulica, i posteriorment de màquines (des de 1885), a l'Escola Especial del mateix cos, així com Conseller d'Estat. També fou Membre de la Reial Acadèmia de Ciències Exactes, Físiques i Naturals des de 1879. Fou l'introductor dels conceptes de parell geomètric i de cadena cinemàtica.
Fou elegit diputat del Partit Liberal Fusionista pel districte d'Alcoi a les eleccions generals espanyoles de 1881, com ho havia estat pel districte de Matanzas (Cuba) a les eleccions generals espanyoles de 1879. Posteriorment fou escollit novament diputat pel districte de Guayama (Puerto Rico) a les eleccions generals espanyoles de 1891, 1893 i 1896, i nomenat senador vitalici el 1899.